# Tepeteno de Iturbide
Tepeteno de Iturbide är en ort i Mexiko.   Den ligger i kommunen Tlatlauquitepec och delstaten Puebla, i den sydöstra delen av landet, 180 km öster om huvudstaden Mexico City. Tepeteno de Iturbide ligger 2 167 meter över havet och antalet invånare är 1 377.
Terrängen runt Tepeteno de Iturbide är lite bergig, och sluttar norrut. Runt Tepeteno de Iturbide är det ganska tätbefolkat, med 134 invånare per kvadratkilometer. Närmaste större samhälle är Teziutlan, 14,5 km öster om Tepeteno de Iturbide. I omgivningarna runt Tepeteno de Iturbide växer huvudsakligen savannskog.